# 박봉숙 변호사
《박봉숙 변호사》는 SBS TV에 방송된 법정 드라마이다.

## 방송 시간
| 방송 기간                          | 방송 시간                      |
| ---------------------------------- | ------------------------------ |
| 1994년 4월 24일 ~ 1994년 10월 23일 | 일요일 밤 9시 50분 ~ 10시 50분 |
| 1994년 10월 28일 ~ 1995년 4월 14일 | 금요일 밤 8시 50분 ~ 9시 50분  |
| 1995년 4월 22일 ~ 1995년 10월 21일 | 토요일 밤 9시 50분 ~ 10시 50분 |
| 1995년 12월 29일(송년특집)         | 밤 9시 50분 ~ 11시             |

## 주요 출연진
- 고두심: 박봉숙 변호사 역
- 김의성: 김 변호사 역
- 최용민: 사무장 역
- 김주일: 미스 김 역

## 역사
- 1994년 4월 24일: 러브호텔 사건으로 첫 방송.

- 1995년 10월 21일: 그 아이를 누가 보았나를 끝으로 잠정 중단.

- 1995년 12월 29일: 송년특집으로 이혼을 원하십니까? 방영.

## 방영목록
제1화 러브호텔 사건
제2화 붕어빵
제3화 비닐하우스의 연인
제4화 목격자
제5화 남편의 업무수첩
제6화 긴 하루
제7화 우리 이혼해!
제8화 여자라는 이유로
제9화 이태원 흑인 택시강도사건
제10화 내 인생은?
제11화 아무도 동의하지 않은 불행
제12화 이혼하고 싶은 남자
제13화 좀 맞아볼래?
제14화 10년만의 휴가
제15화 길 아닌 길
제16화 일수불퇴
제17화 이혼하지 않은 여자
제18화 속 보이네?
제19화 아빠만들기
제20화 검은천사
제21화 OK목장의 결투
제22화 결혼식게임
제23화 사랑의 함정
제24화 그래 내가 이겼다!
제25화 그대의 눈빛
제26화 엄마만들기
제27화 피고인 박봉숙
제26화 그대 이름은 여자
제28화 계약결혼
제29화 아빠의 손을 잡고
제30화 그대 이름은 여자
제31화 45살의 퇴직금
제32화 2천만원짜리 저녁
제33화 아버지의 이름으로
제34화 돈 밖에 없어
제35화 자전거도둑
제36화 함 안 사려
제37화 슬픈유혹
제38화 마지막 선물
제39화 흔들리는 별
제40화 비나이다
제41화 매일 출근하는 남자
제42화 콩팥 열단냥
제43화 이혼파티
제44화 블라우스 한벌
제45화 무서운 아이들
제46화 봄날은 간다
제47화 어느날 갑자기
제48화 10년의 세월
제49화 신혼여행에서 생긴 일
제50화 그게 아녀?
제51화 여자가 사랑할때
제52화 설렁탕 전쟁
제53화 아버지의 주먹
제54화 다섯살 짜리 피고인
제55화 불행한 상속녀
제56화 내 아들이 아니다?
제57화 황혼의 두신사
제58화 사기꾼 대 사기꾼
제59화 창과 방패
제60화 똑똑한 것도 병?
제61화 서늘한 여름
제62화 할아버지의 훈장
제63화 자가용 전쟁
제64화 인간의 손
제65화 모정의 세월
제66화 증인
제67화 쇠고기 두근
제68화 각서 한장
제69화 그 아이를 누가 보았나
제70화 이혼을 원하십니까?(최종회)